# Delaware Blue Coats 2020-2021
La stagione 2020-21 dei Delaware Blue Coats fu la 12ª nella NBA D-League per la franchigia.
I Delaware Blue Coats arrivarono quarti nella regular season con un record di 10-5. Nei play-off vinsero i quarti di finale con gli Austin Spurs (1-0), la semifinale con i Raptors 905 (1-0), perdendo poi la finale NBA D-League con i Lakeland Magic (1-0).

## Roster
| N° | Naz.                   | Ruolo | Sportivo         | Anno | Alt. | Peso |
| -- | ---------------------- | ----- | ---------------- | ---- | ---- | ---- |
| 1  | Stati Uniti (bandiera) | G     | Jordan Bone      | 1997 | 188  | 82   |
| 2  | Stati Uniti (bandiera) | GA    | Braxton Key      | 1997 | 203  | 104  |
| 3  | Senegal (bandiera)     | A     | Lamine Diane     | 1997 | 201  | 93   |
| 4  | Stati Uniti (bandiera) | A     | Julian Washburn  | 1991 | 203  | 95   |
| 5  | Stati Uniti (bandiera) | A     | Justin Robinson  | 1997 | 185  | 88   |
| 7  | Stati Uniti (bandiera) | G     | Isaiah Joe       | 1999 | 196  | 82   |
| 9  | Stati Uniti (bandiera) | G     | Rayjon Tucker    | 1997 | 191  | 95   |
| 10 | Stati Uniti (bandiera) | A     | Jemerrio Jones   | 1997 | 196  | 79   |
| 11 | Stati Uniti (bandiera) | AC    | Ivan Rabb        | 1997 | 208  | 100  |
| 20 | Stati Uniti (bandiera) | G     | Brandon Sampson  | 1997 | 196  | 83   |
| 21 | Stati Uniti (bandiera) | G     | Michael Frazier  | 1994 | 191  | 95   |
| 23 | Stati Uniti (bandiera) | G     | Jared Brownridge | 1994 | 190  | 91   |
| 44 | Stati Uniti (bandiera) | A     | Paul Reed        | 1999 | 206  | 100  |

## Staff tecnico
- Allenatore: Connor Johnson
- Vice-allenatori: Xavier Silas, Alex Terès, Isaiah Fox